# Foiano di Val Fortore
Foiano di Val Fortore är en ort och kommun i provinsen Benevento i regionen Kampanien i Italien. Kommunen hade 1 403 invånare (2017).